# Liuku
Liuku (六库 ; pinyin : Liùkù) est une ville chinoise située dans le nord-ouest de la province du Yunnan. Elle est le chef-lieu de la préfecture autonome lisu de Nujiang et du district de Lushui.

## Géographie
La ville est séparée en deux par la Salouen.